# Zatomus
Zatomus é um gênero extinto de pseudosúquio do Triássico Superior. Seus restos fósseis foram encontrados na Carolina do Norte, nos Estados Unidos. É classificado como um rauisúquio, e já foi considerado um dinossauro.